# 怪味豆
怪味豆是重慶一種典型小吃，本身為蠶豆，以甜、鹹、麻、辣等多種調味粉製成粉層，將蠶豆包裹，吃時百味雜陳，故有「怪味」之稱。

## 起源
有說怪味豆是1949年後才於重慶出現，但真正起源仍有待考證。在巴蜀一帶，另有一味叫怪味雞的菜式，調味與怪味豆相似，相傳有位廚師煮雞時，錯把醋、醬油、糖、鹽調亂，眼見客人一再催促上菜，廚師只好胡亂將各類調味放入菜餚內，怎知客人嘗到酸、甜、辣、鹹、麻，五味俱全，盛讚有嘉。

## 製法
據說怪味豆的面層，以川白糖、飴糖、熟芝麻、辣椒、花椒、菜油、五香粉、白礬、鹽、甜醬及味精所製，製作時先將蠶豆以冷水浸泡半天至2天，去除芽部的外殼再浸泡，然後炸10至15分鐘。起鑊後先拌上甜醬，冷卻後再拌上鹽、香料等；之後把各類糖融化，加入蠶豆，待乾。